# 大友町 (前橋市)
大友町（おおどもまち）は、群馬県前橋市の地名。大友町一丁目から大友町三丁目まである。郵便番号は371-0847。面積は0.6km2(2013年現在)。

## 地理
前橋市の西部、前橋台地、利根川右岸に位置している。

## 歴史
戦国時代頃からある地名である。江戸時代に入ると、はじめ総社藩領、寛永10年に高崎藩領、のち正徳年間には幕府領となり、延享4年に前橋藩領、安永9年からは高崎藩領だった。

### 年表
- 1889年4月1日 町村制施行により、大友村が大渡村、元総社村、内藤分村と合併し西群馬郡元総社村が成立する。
- 1896年4月1日 郡の統合（西群馬郡と片岡郡の統合）により、元総社村が群馬郡に所属する。
- 1954年4月1日 周辺1町5村（上川淵村、下川淵村、芳賀村、桂萱村、群馬郡東村、総社町）とともに元総社村は前橋市へ編入する。そのため前橋市大友町となる。
- 1969年 一部が問屋町1-2丁目になる。
- 1975年 一部が石倉町1-3、5丁目、大渡町1-2丁目
- 1977年 一部が元総社町1-2丁目となり、大渡町、元総社町、石倉町、総社町総社の各一部を編入し、大友町1-3丁目が成立した。

### 地名の由来
元総社町の染谷川と牛池川にはさまれた台地上に上野国府が設置されたものと推定されており、この国府にかかわる「大友」という地名（大伴であり、国府に関係する職業集団または軍団の所在地と考えられている）があったことに由来すると考えられている。

## 世帯数と人口
2017年（平成29年）8月31日現在の世帯数と人口は以下の通りである。
| 丁目         | 世帯数    | 人口    |
| ------------ | --------- | ------- |
| 大友町一丁目 | 212世帯   | 395人   |
| 大友町二丁目 | 622世帯   | 1,236人 |
| 大友町三丁目 | 321世帯   | 684人   |
| 計           | 1,155世帯 | 2,315人 |

## 小・中学校の学区
市立小・中学校に通う場合、学区は以下の通りとなる。
| 丁目         | 番地 | 小学校               | 中学校               |
| ------------ | ---- | -------------------- | -------------------- |
| 大友町一丁目 | 全域 | 前橋市立元総社小学校 | 前橋市立元総社中学校 |
| 大友町二丁目 | 全域 | 前橋市立元総社小学校 | 前橋市立元総社中学校 |
| 大友町三丁目 | 全域 | 前橋市立元総社小学校 | 前橋市立元総社中学校 |

## 交通

### 鉄道
鉄道駅はない。

### 道路
国道はなく、県道は群馬県道10号前橋安中富岡線、群馬県道127号足門前橋線が通っている。

## 施設
- 前橋大友郵便局
- 前橋警察署大友町交番
- さくら公園
- 前橋市プチちゃれ大友児童館
- ホテル1-2-3前橋マーキュリー